# 梅夫拉維教團

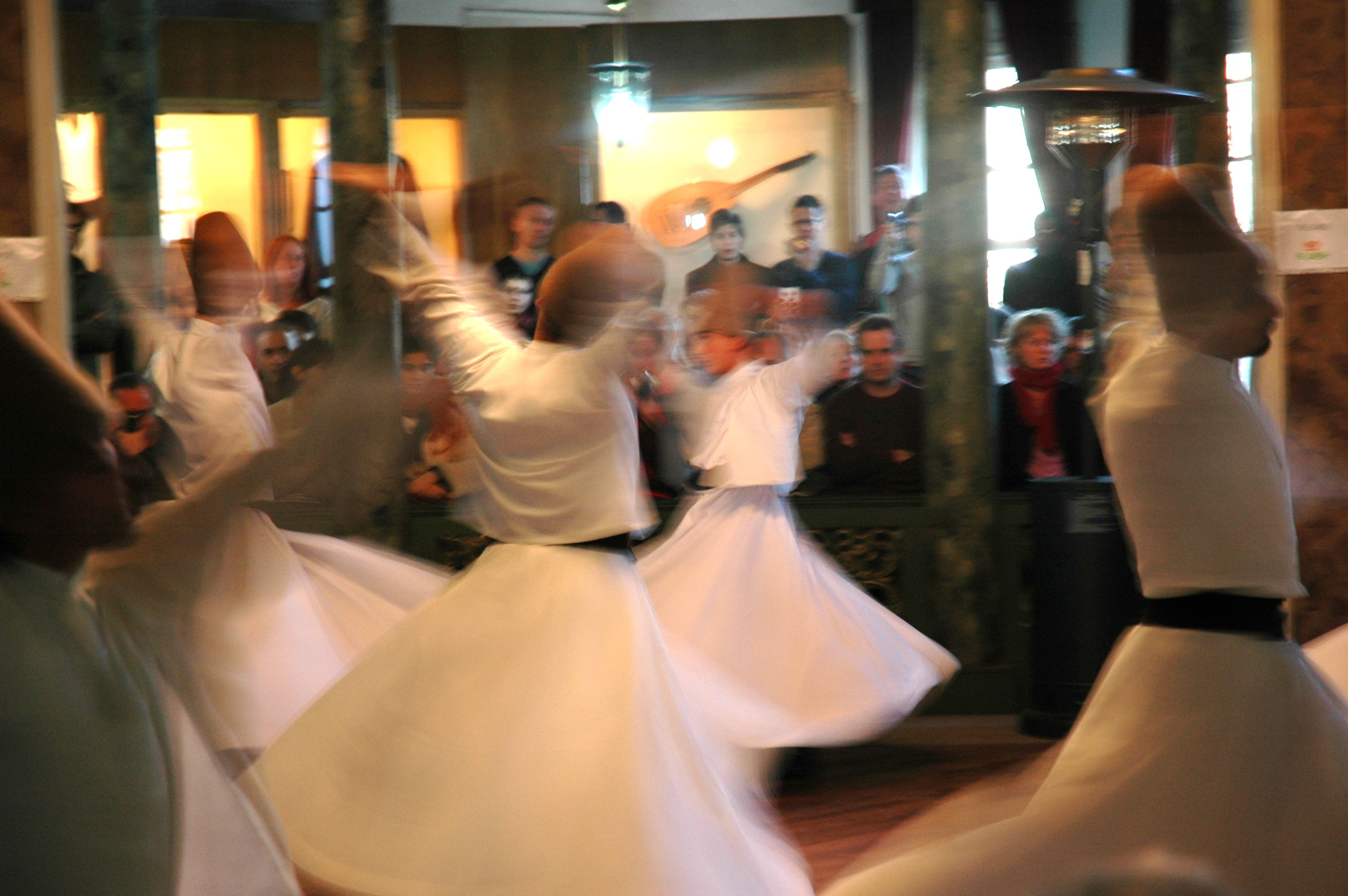

梅夫拉維教團（Mawlaw'īyya / Mevlevi Order；波斯語：‎），是一個13世紀時建立在安納托利亞中部科尼亞的伊斯蘭蘇非主義教團，奠基人是波斯詩人、伊斯蘭法學家和神學家魯米。
這個教團最大特點是祈禱時進行不斷的轉圈的儀式薩瑪，目的是出神接近上帝，被稱為旋轉的苦行僧（德爾維希）。
2008年，聯合國教科文組織宣布土耳其梅夫拉維教團的薩瑪儀式是人類口頭和非物質遺產的傑作。

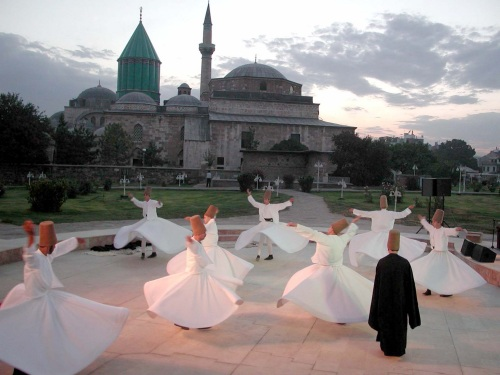
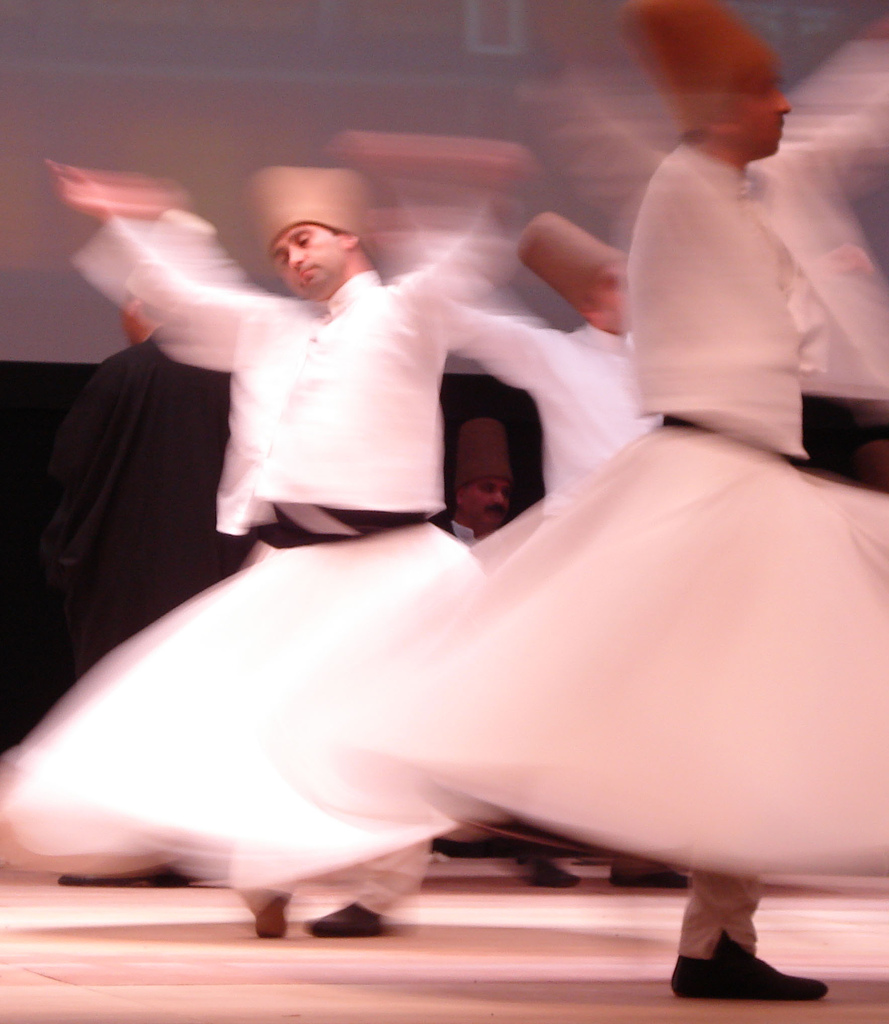
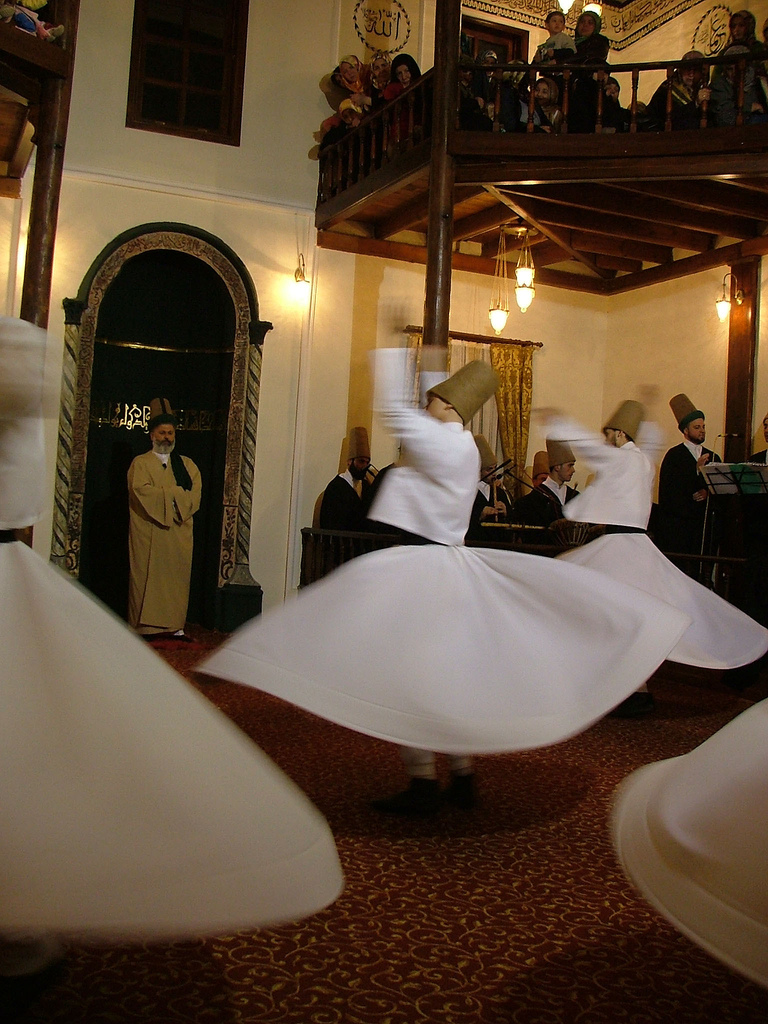
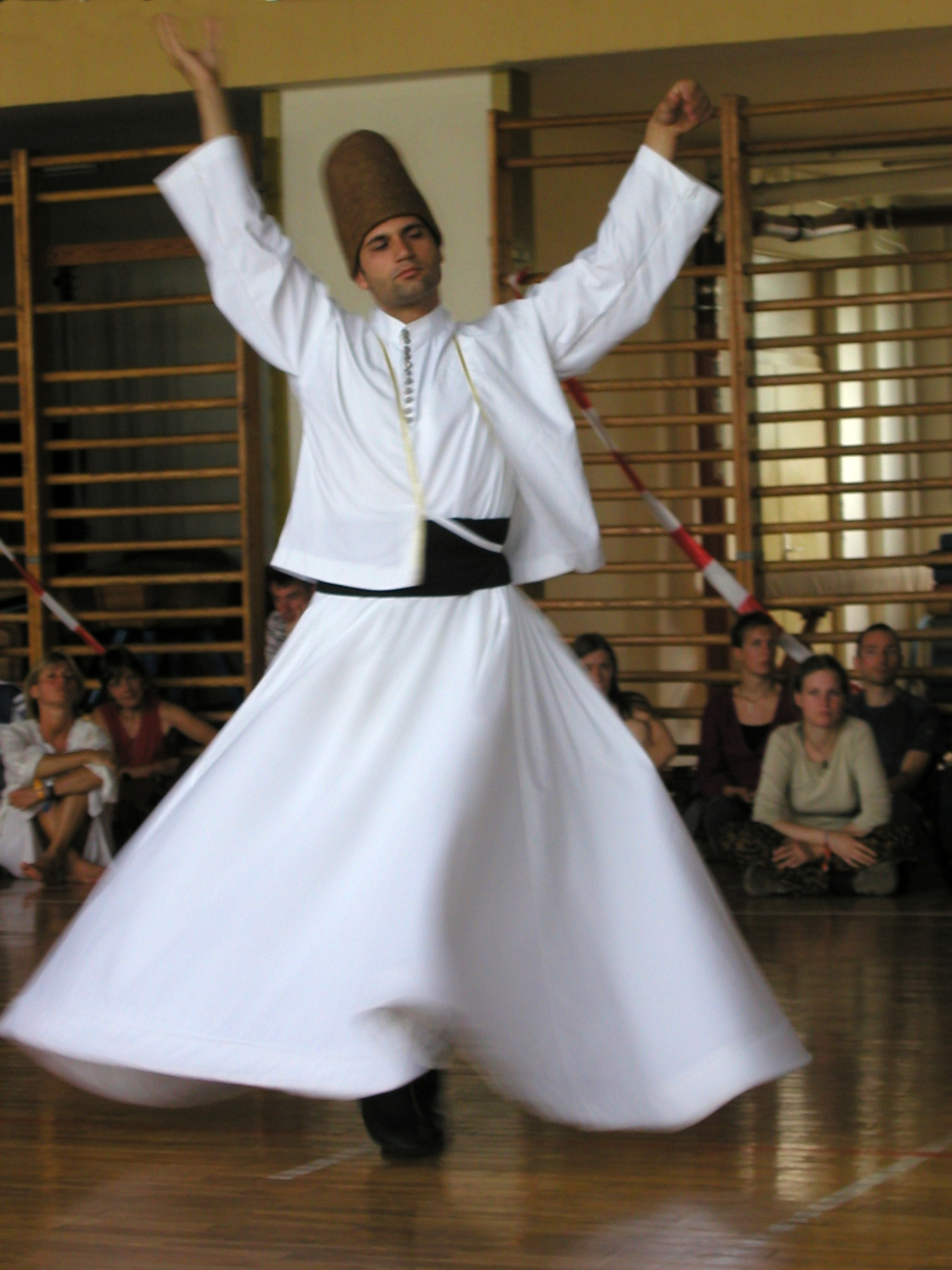
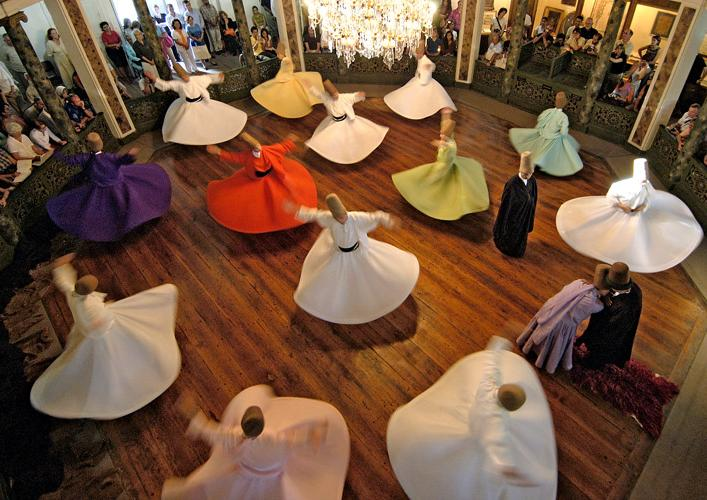
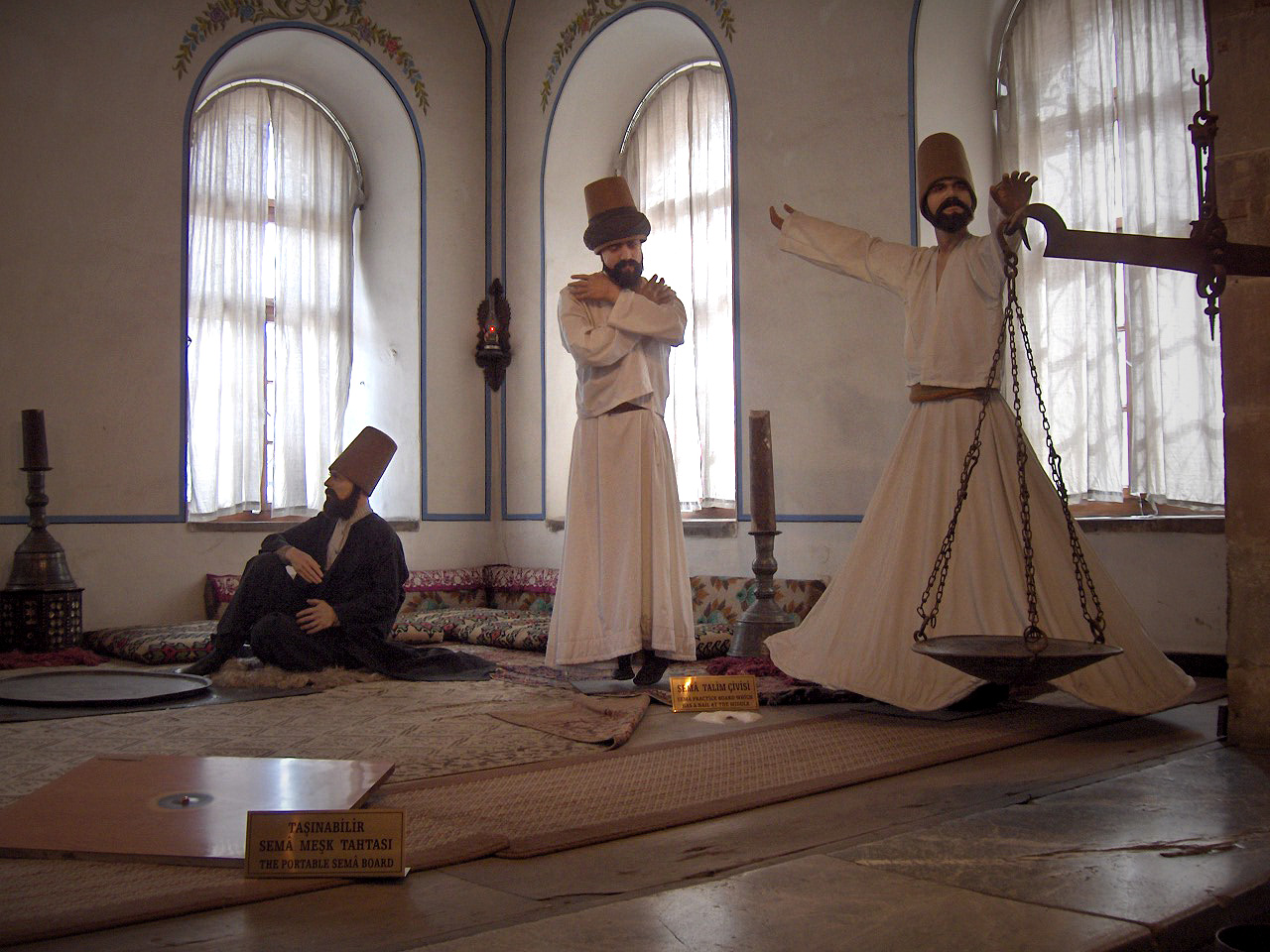